# Päivi Salo
Päivi Anneli Salo (* 31. Januar 1974 in Orimattila) ist eine ehemalige finnische Eishockeyspielerin, die für Oulun Kärpät spielte.
Bei den Olympischen Winterspielen 1998 in Nagano gewann sie mit der finnischen Damennationalmannschaft die Bronzemedaille im olympischen Eishockeyturnier. Zudem nahm sie an den Olympischen Winterspielen 2002 sowie den Weltmeisterschaften 1997 und 2001 teil. Dabei gewann sie 1997 erneut eine Bronzemedaille. Insgesamt absolvierte sie 73 Länderspiele in ihrer Karriere.

## Erfolge und Auszeichnungen
- 1997 Bronzemedaille bei der Weltmeisterschaft
- 1998 Bronzemedaille bei den Olympischen Winterspielen